# Karl Kaspar Trikolidis

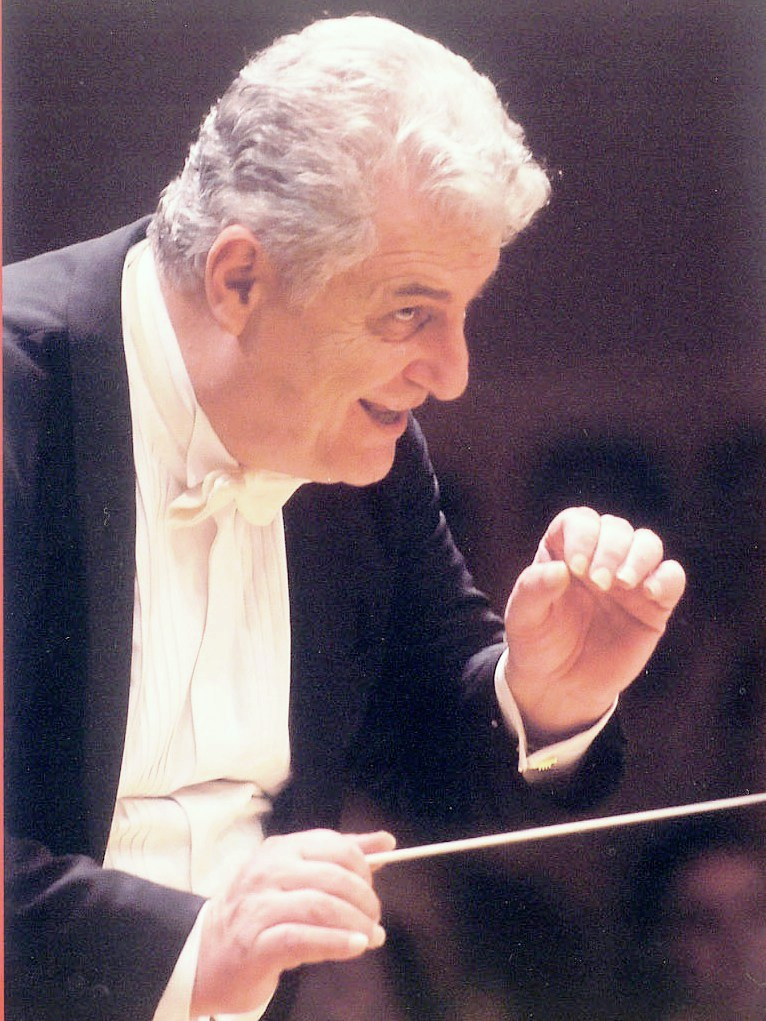
Karl Kaspar Trikolidis, vor 2013

Karl Kaspar Trikolidis, auch bekannt als Karolos Trikolidis (griechisch Κάρολος Τρικολίδης; * 24. Juli 1947 in Bad Aussee, Österreich; † 20. Januar 2022), war ein österreichisch-griechischer Dirigent.

## Leben und Werk
Trikolidis wurde als Sohn einer österreichischen Mutter und eines griechischen Vaters in Bad Aussee geboren. Er studierte Komposition, Violine, Schlagzeug und Orchesterleitung bei Hans Swarowsky und Miltiades Caridis an der Musikhochschule Wien und am Mozarteum in Salzburg. Trikolidis besuchte Meisterkurse im Dirigieren bei Franco Ferrara, Pierre Boulez, Bruno Maderna und Herbert von Karajan.
Seine Karriere begann er als Assistent von Adrian Boult und Giuseppe Patanè. Trikolidis gewann den Ersten Preis bei den Dirigierwettbewerben in Besançon (1970), Florenz (1971) und Budapest (1977).
Er war erster Dirigent an Opernhäusern in Deutschland und Ungarn (1973–1980) und ständiger Dirigent des französischen Nationalballetts Roland Petit (1979–1984).
Von 1973 bis 2008 hatte er die Position des ständigen Dirigenten des Staatsorchesters Thessaloniki inne. Zudem bekleidete er dort 1981/82, 1992 und 2000/01 das Amt dessen künstlerischen Leiters. Trikolidis trug entscheidend zur qualitativen Aufwertung des Orchesters durch Aufnahme großer und bedeutender Werke in dessen Repertoire bei.
Nach 2008 verlegte Trikolidis seinen Lebensmittelpunkt wieder nach Bad Aussee. Er war dort unter anderem als Künstlerischer Leiter des Beethoven plus Festivals und Obmann des Vereins der Musikfreunde Inneres Salzkammergut tätig.

## Auszeichnungen
- Goldenes Ehrenzeichen für die Verdienste um die Republik Österreich, verliehen durch Bundespräsident Heinz Fischer